# Lou Sheppard
Lou Sheppard é um maquiador britânico. Foi indicado ao Oscar de melhor maquiagem e penteados na edição de 2018 pelo trabalho na obra Victoria & Abdul, ao lado de Daniel Phillips.